# Aeroportul Municipal Visalia
Aeroportul Municipal Visalia (IATA: VIS, ICAO: KVIS, FAA LID: VIS) este un aeroport din California, Statele Unite ale Americii ce deservește zona Visalia. Aeroportul a fost tranzitat în 2019 de 72 de pasageri. A fost numit după zona deservită.
Situat la o altitudine de 90 m, aeroportul dispune de 1 pistă.

## Infrastructură

### Piste
Aeroportul dispune de o singură pistă. Pista 12/30 are suprafața de asfalt și dimensiunile 6.562 picioare × 150 picioare. 